# Casos de Família
Casos de Família é um programa de televisão brasileiro produzido e exibido pelo SBT de 18 de maio de 2004 a 17 de março de 2023. Após um hiato de 2 anos, o programa retornou à grade do SBT e está sendo exibido desde 28 de julho de 2025. Originalmente, foi apresentado por Regina Volpato de 2004 a 2009, e posteriormente, por Christina Rocha desde 2009.

## Programa
O Casos de Família apresenta temas do cotidiano que vão ressaltar as emoções dos participantes presentes no palco, da plateia convidada e dos telespectadores que estão em casa. Além dos convidados, a plateia também participava ativamente do programa com opiniões e perguntas sobre as histórias relatadas.   
A intenção era orientar e até mesmo solucionar os casos apresentados contando com a participação da psicóloga Anahy D'amico, que participou do programa por 19 anos.[carece de fontes?]

## Histórico

### 2004–2009: Regina Volpato
Em 2004, Silvio Santos fechou um acordo com o canal venezuelano Venevisión para produzir uma versão brasileira do Casos de familia, estreando em 18 de maio de 2004 com apresentação da jornalista e especialista em comportamento humano Regina Volpato. No programa, Regina recebia famílias com problemas para tentar resolvê-los na base do diálogo, intermediando para que todos tivessem seu tempo de fala e conseguissem expôr seus pontos de vista sem alterar a voz, contando com um time de psicólogos e pedagogos para ajudar. A apresentadora atribuiu o sucesso do programa ao fato de saber a hora de parar de perguntar para ninguém se magoar. O programa foi bastante elogiado pela crítica especializada, que avaliou como pontos positivos o comportamento humanizado e a ausência de sensacionalismo, usando os termos "elegância" e "seriedade" para descrever a postura de Regina.
No começo de 2009, porém, Silvio Santos decidiu modificar o formato do programa em busca de maior audiência, inspirando-se no venezuelano ¿Quién tiene la razón?, no qual as pessoas discutiam temas absurdos em um clima de bate-boca sensacionalista, com sonoplastia humorada e pessoas fazendo exposição de situações constrangedoras de seus familiares e amigos. Regina na época alegou ter ficado chocada e se negou a gravar o novo formato, pedindo demissão em 27 de fevereiro de 2009 e alegando: "Meu compromisso é comigo mesma, com minha ética".

### 2009-2023 / 2025–presente: Christina Rocha
Com a inesperada saída de Regina, a direção começou a buscar outra apresentadora que aceitasse comandar o formato mais sensacionalista, testando Claudete Troiano, Márcia Dutra, Suzy Camacho, Olga Bongiovanni e Christina Rocha, na qual a última acabou sendo escolhida. O programa voltou ao ar em 4 de maio de 2009, seguindo o formato estipulado por Silvio ao apostar em tema absurdos e convidados polêmicos. Tal linguagem fez o programa ser acusado constantemente de armação ao longo dos anos, intensificado quando os mesmos participantes apareciam nos programas de João Kléber e Márcia Goldschmidt com outro nome e outra história.

Logotipo do programa entre 2018 e 2023

Em 23 de agosto de 2022, foi anunciado o cancelamento do programa a partir de 7 de setembro, devido a baixa audiência que chegava a dar apenas 1.5 pontos, porém em 1 de setembro a ideia foi abortada a pedido da própria apresentadora e por questões de cumprimento de merchandising. No entanto, em 15 de fevereiro de 2023, o SBT anuncia a última edição do programa, indo ao ar em 17 de março de 2023, sendo comunicada como um "descanso" e com um retorno futuro.
Em dezembro de 2024, o SBT anuncia a reestreia do programa para o primeiro semestre de 2025, realizando testes com alguns nomes, estando entre eles: Cariúcha, Felipeh Campos, Jojo Todynho e Pablo Marçal. No caso do último, a emissora testou o formato do programa português A Sentença, que já foi explorado no passado como A Justiça dos Homens mas sem obter sucesso na época. 
Apesar de Cariúcha ter sido aprovada nos testes após ser muito elogiada, ficou avaliado que a sua presença no programa seria inviável por estar no elenco do Fofocalizando e que a atração retornaria no SBT em seu formato diário. Após algumas especulações, a emissora acabou acertando a volta de Christina Rocha ao projeto, assim como acertou a data do seu retorno para o mês de agosto de 2025, inicialmente ocupando a faixa das 14h15 em substituição à reprise de A Usurpadora. No entanto, a estreia foi antecipada para o dia 28 de julho, agora na faixa das 14h45.

## Horários e mudanças
- Em 3 de janeiro de 2011, o Casos de Família deixou a grade do SBT para dar lugar a séries e a sessão de filmes Cinema em Casa, em virtude da programação de verão.[19] O programa retornou à programação no dia 1 de março de 2011, com o fim da oitava temporada de Smallville, reformulado, em novo horário, às 16h45, logo após a novela mexicana Camaleones.[20]
- Foi retirado da grade para cumprimento de férias no dia 21 de janeiro de 2013 e foi substituído por Quem Convence Ganha Mais. Retornou à programação no dia 1 de abril de 2013.[21]
- Em 21 de agosto de 2013, passou a ser exibido semanalmente, às quartas-feiras, às 23h. Isso se deve ao SBT abrir uma nova faixa de novelas no horário, começando com a reprise da telenovela mexicana El privilegio de amar.[22] Porém, após somente uma exibição em novo dia e horário, a emissora retirou o programa do ar.
- Devido a baixa audiência de Supernatural, que havia entrado na programação para substituir a atração, o programa retornou ao ar dia 16 de setembro de 2013.[23]
- Em 10 de março de 2014, voltou a ser exibido de forma diária, agora em novo horário às 14h15. Anteriormente, a emissora havia anunciado que o programa só seria exibido aos sábados por causa do The Noite com Danilo Gentili, mas mudou de ideia.[24]
- No dia 5 de janeiro de 2015, passou a ser exibido um pouco mais tarde, desta vez às 14h30, devido ao esticamento do Bom Dia & Companhia que, em vez de ser exibido das 9h00 às 12h45, passou a ser até às 13h00.
- No dia 19 de outubro de 2015, o programa retornou ao horário original às 14h45 tendo o SBT abrindo um novo horário de telenovelas, às 14h00.
- No dia 4 de abril de 2016, começou a ser exibido às 14h15, invertendo o horário com a novela La mentira, que passou a ser exibida para todos os estados.[25]
- No dia 1 de agosto de 2016, passou a ser exibido às 15h15, devido a estreia do programa Fofocando (atualmente Fofocalizando), apresentado por Leão Lobo e Mamma Bruschetta.
- No dia 21 de novembro de 2016, passou a ser exibido às 14h15, no lugar do programa Fofocando, sendo que este passa a ser local, às 13h15 e a telenovela La usurpadora assume o antigo horário da atração.
- No dia 23 de janeiro de 2017, passa a ser exibido um pouco mais tarde: às 16h00, sucedendo o Fofocalizando.
- No dia 8 de maio de 2020, em virtude do esticamento, por ordem de Silvio Santos, da estreia do Triturando, a atração ficou fora do ar.
- No dia 29 de novembro de 2021, passa a ser exibido novamente às 14h15, devido a uma mudança na programação vespertina, sendo sucedido pelo Roda a Roda às 15h15, o Fofocalizando às 15h45 e às Novelas da Tarde às 17h.
- Em 16 de maio de 2022, passa a ser exibido às 15h15 em virtude da exibição de Paixão de Gavilanes, que seria substituída posteriormente por Esmeralda. Com a mudança, o Fofocalizando passa para o horário das 16h15 e as Novelas da Tarde às 17h15, ficando até o fim do programa no dia 17 de março de 2023.
- Em seu retorno no dia 28 de julho de 2025, o programa voltou para a faixa das 14h45.

## Controvérsias
Em 29 de outubro de 2012, o programa relatou o caso de homens que preferem mulheres mais jovens, o que acabou sendo relacionado com a pedofilia.
Laio Campos que participou do programa divulgou em seu Facebook, em maio de 2013, uma foto em que ele e três amigos gastavam o dinheiro que, segundo ele, era o cachê fornecido pelo programa. Um mês anterior, ele estaria convidando pessoas para participarem do Casos de Família e ganhar cem reais de cachê, almoço e transporte, todos custeados pela emissora.
Frequentemente, participantes do Casos de Família são vistos em outros programas como Programa do Ratinho no SBT e nos programas Você na TV e Teste de Fidelidade, da RedeTV!.